# Guillaume Colletet
Guillaume Colletet (Parigi, 12 marzo 1598 – Parigi, 11 febbraio 1659) è stato un poeta francese.
Fu tra i primi membri dell'Académie française e si giovò della protezione di alcuni grandi personaggi, come il cardinale Richelieu, con il quale ebbe saltuarie collaborazioni.
La poetica del Colletet è contrassegnata dalla scorrevolezza dei versi, la cui eleganza e delicatezza li avvicina alla poesia di Pierre Ronsard, il «principe dei poeti francesi».
Tra le sue opere: Epigrammi (Epigramme, 1653), Poesie diverse (Poésies diverses, 1656) e anche un'Arte poetica (Art poétique, 1658). Da segnalare infine alcune biografie di poeti francesi, in parte inedite.